# Leinster Gardens
Leinster Gardens est une rue de Londres.

## Situation et accès
Cette voie de l'ouest de la capitale britannique, est située dans le quartier de Bayswater. Cette rue est notable pour ses deux façades de maison factices, aux nos 23-24.
Le quartier est desservi par les lignes  Circle  District, à la station Bayswater.

## Origine du nom
Le nom de la rue est vraisemblablement un hommage à la famille Fitzgerald, ducs de Leinster.

## Historique
La rue est ouverte dans les années 1850 par Thomas Fitzgerald.
La partie sud de la rue est nommée Leinster Terrace, également un nom de rue officiel.
Le côté est de Leinster Terrace est composé des Craven Hill Gardens, nommés d'après leur propriétaire sir William Craven, et de Lancaster Gate à l'exception des premiers numéros. Ceux-ci sont actuellement plus au centre, aux 16, 17 et 17A : l'une des maisons, Leinster Arms, est une listed public house.

## Bâtiments remarquables et lieux de mémoire
- Nos 23-24 : façades factices ; au XIXe siècle, la construction en tranchée couverte de la District line du métro de Londres a nécessité la démolition de plusieurs maisons sur le parcours entre Paddington et Bayswater. Les premiers trains à circuler étaient tractés par des locomotives à vapeur, ce qui exigeait une aération efficace en surface. Des gaines de ventilation aménagées en divers points de l'itinéraire permettaient aux locomotives d'expulser les fumées et d'amener de l'air frais dans les tunnels. Un de ces puits se situe ainsi à Leinster Gardens. Pour préserver les caractéristiques visuelles de la rue, une façade en béton de 1,50 m d'épaisseur a été construite pour ressembler à une véritable façade de maison. Elle comporte 18 fenêtres aux vitres noires et des fausses portes (sans boîtes aux lettres).